# IC 2538
IC 2538 је спирална галаксија у сазвјежђу Шмрк (Пумпа) која се налази на листи објеката дубоког неба у Индекс каталогу.
Деклинација објекта је - 34° 48' 26" а ректасцензија 10h 3m 56,6s. Привидна величина (магнитуда) објекта IC 2538 износи 13,9 а фотографска магнитуда 14,6. Налази се на удаљености од 112,030 милиона парсека од Сунца. IC 2538 је још познат и под ознакама ESO 374-27, MCG -6-22-15, IRAS 10017-3434, PGC 29181.